# Microscopia a contrasto di interferenza differenziale

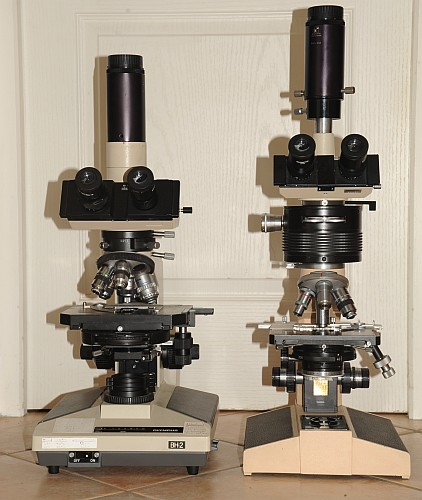
Microscopi equipaggiati per il contrasto di interferenza differenziale

La microscopia a contrasto di interferenza differenziale è una tecnica di microscopia ottica utilizzata per migliorare il contrasto nei campioni non colorati, trasparenti. Funziona sul principio dell'interferometria per ottenere informazioni sulla lunghezza del cammino ottico del campione, permettendo di osservare caratteristiche altrimenti invisibili. Un sistema ottico relativamente complesso produce un'immagine dove l'oggetto, se incolore e trasparente, appare in bianco e nero su sfondo grigio. Migliora il contrasto creando ombre artificiali, come se l'oggetto fosse illuminato lateralmente. L'immagine ottenuta è simile a quella ottenuta con la microscopia a contrasto di fase ma senza l'alone di diffrazione luminoso. La tecnica è stata sviluppata dal fisico Georges Nomarski nel 1952.

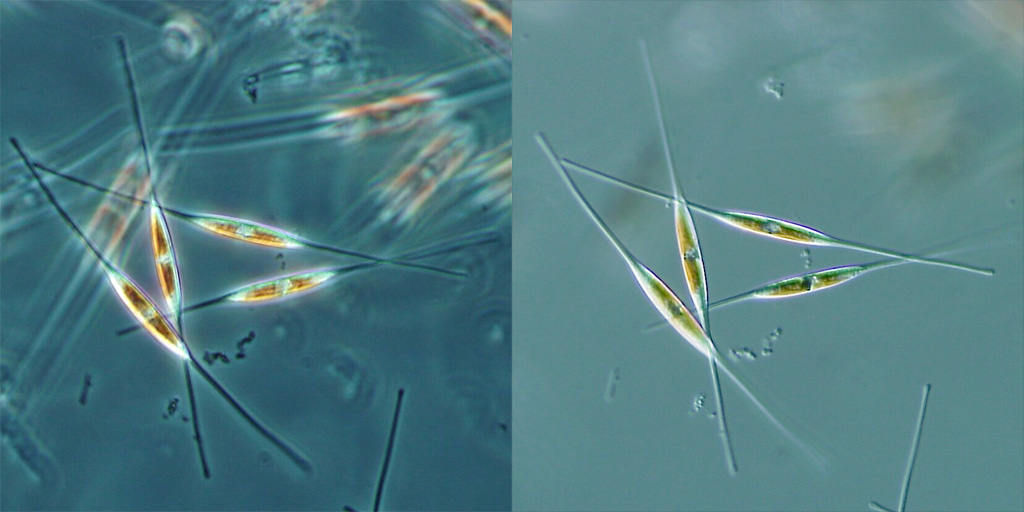
Diatomee osservate con la microscopia a contrasto di fase e con microscopia a contrasto di interferenza differenziale